# Mănoaia
Mănoaia – wieś w Rumunii, w okręgu Neamț, w gminie Costișa. W 2011 roku liczyła 795 mieszkańców.